# Chambre des régions
 (février 2019).
Si vous disposez d'ouvrages ou d'articles de référence ou si vous connaissez des sites web de qualité traitant du thème abordé ici, merci de compléter l'article en donnant les références utiles à sa vérifiabilité et en les liant à la section « Notes et références ».
La chambre des régions du Conseil de l'Europe est l'une des deux chambres du Congrès des pouvoirs locaux et régionaux avec la Chambre des pouvoirs locaux. Elle comprend 306 représentants, tous élus désignés pour 4 ans. Le Congrès et ses deux chambres sont chargés de la représentation des 130 000 collectivités locales et régionales des 46 États membres du Conseil de l’Europe. 
Elle se réfère à la Charte du Congrès des pouvoirs locaux et régionaux de l'Europe, à la Charte européenne de la démocratie régionale, et à la Charte européenne de l'autonomie locale. 
Suivant le principe de subsidiarité, le Conseil de l'Europe s’efforce, en valorisant les régions et l'autonomie locale, de concilier la diversité des structures des collectivités locales et les conventions du Conseil de l'Europe applicables dans les États membres. 

## Composition
La Chambre des régions du Congrès des pouvoirs locaux et régionaux est composée de 324 élus des collectivités territoriales des 46 pays membres du Conseil de l'Europe. La liste des 306 membres de cette chambre sont consultables à ce lien. Conformément à l’article 2 de la Charte du Congrès des pouvoirs locaux, la Chambre des régions, est composée de représentants d'entités situées entre l'État et les collectivités locales et disposant soit de prérogatives d'auto-administration, soit de prérogatives d'ordre étatique, et ayant la capacité effective de prendre en charge, sous leur propre responsabilité et dans l'intérêt de leur population, une part importante des affaires d'intérêt public, conformément au principe de subsidiarité. En particulier, les États membres qui disposent de régions à pouvoirs législatifs doivent inclure des membres de ces régions à la Chambre des régions. 
S'il existe dans un pays des collectivités territoriales couvrant un vaste territoire et exerçant des compétences relevant à la fois des municipalités et des régions, leurs représentants auront également qualité pour siéger à la Chambre des régions. La liste de ces collectivités sera fournie dans le cadre de la procédure nationale de désignation. Les États membres ne disposant pas de collectivités régionales au sens de ce paragraphe pourront envoyer des membres à la Chambre des régions et à ses organes avec voix consultative. La liste de ces pays est arrêtée par le Bureau du Congrès sur proposition de la Commission institutionnelle du Congrès, après consultation des délégations nationales.

## Bureau de la Chambre des Régions
La Chambre élit son Bureau, composé d'un(e) Président(e) élu(e) parmi les membres de la Chambre et en fonction pour deux ans, et de sept Vice-présidents, en respectant, autant que possible, une répartition géographique équilibrée des différents États membres.
Le Président a pour rôle la présidence des séances et la représentation de la Chambre. Il détient l'initiative de la constitution d'un groupe de travail ad hoc (commun aux deux Chambres sur des questions relevant de leur compétence commune). Il participe également au processus de désignation du Secrétaire général du Congrès.

## Textes fondateurs
- Charte du Congrès des pouvoirs locaux et régionaux de l'Europe
- Charte européenne de la démocratie régionale
- Charte européenne de l'autonomie locale